# Scott Baldwin
Scott Baldwin (nacido en Bridgend el 12 de julio de 1988) es un jugador de rugby galés, que juega de hooker para la selección de rugby de Gales y para los Ospreys en el Pro 12 Rugby.
Su debut con la selección de Gales se produjo en un partido contra Japón en Tokio el 15 de junio de 2013. En el Torneo de las Seis Naciones 2015, consolidó su posición como hooker titular de Gales y fue elegido en los "equipos del torneo" de muchos comentaristas.
Seleccionado para la Copa del Mundo de Rugby de 2015, Baldwin anotó ensayo en el partido contra Fiyi de la fase de grupos.